# Ehemaliges Kleinbauernhaus (Aiterbach)

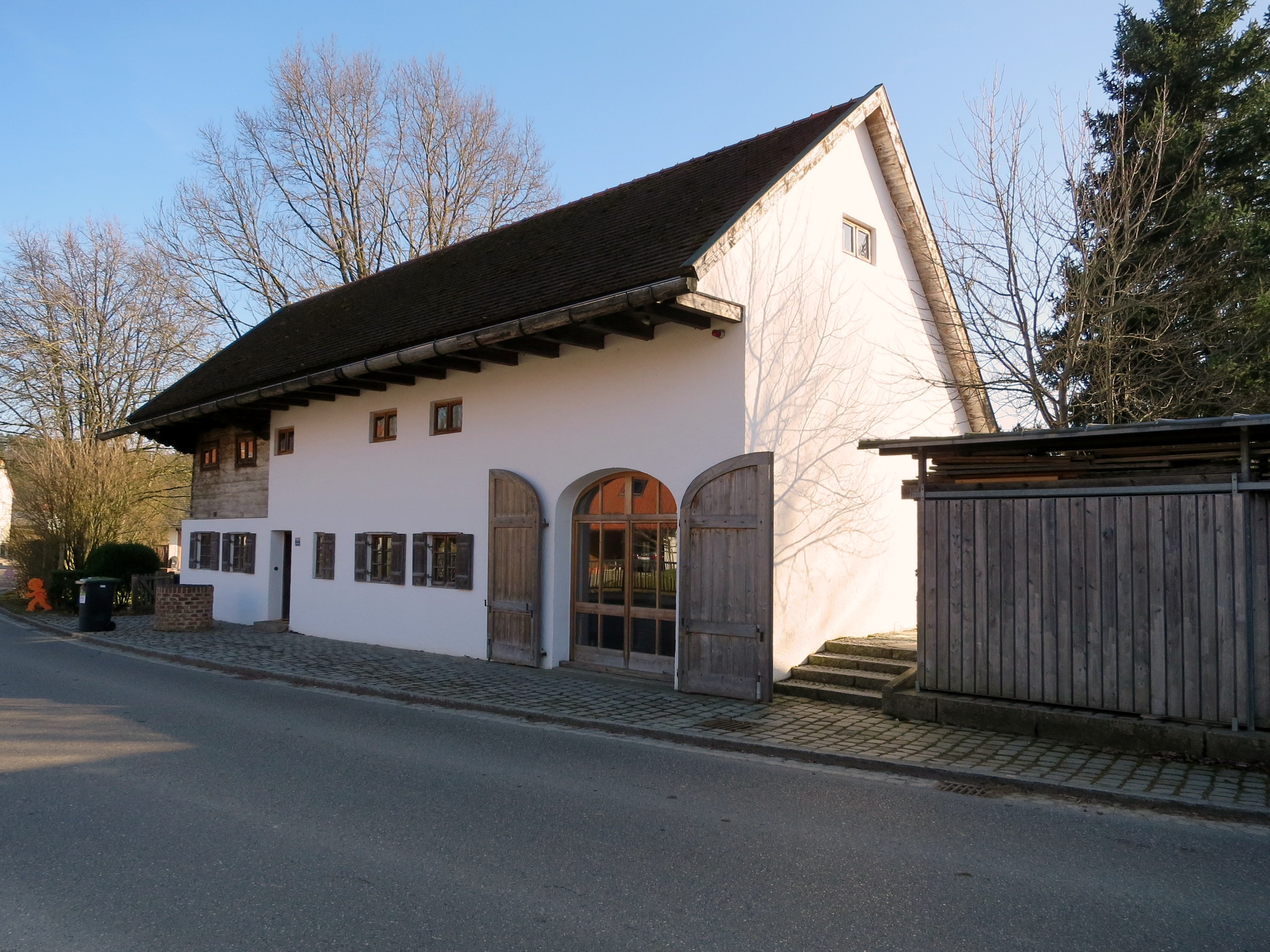
Ansicht mit Rundbogeneinfahrt

Das ehemalige Kleinbauernhaus steht in der Atterstraße 51 des Ortsteils Aiterbach der Gemeinde Allershausen, die zum Landkreis Freising in Bayern gehört. Das Kleinbauernhaus ist ein geschütztes Baudenkmal mit der Akten-Nummer D-1-78-113-11.
Der Woferlhof ist ein zweigeschossiger Greddachbau mit weitem Dachvorstand. Ein Teil des Oberstocks ist in Blockbauweise ausgeführt. Das Gebäude ist Ende des 18. oder Anfang des 19. Jahrhunderts entstanden.
An dem heutigen Wohnhaus kann man erkennen, dass ein solches kleinbäuerliches Anwesen wieder in Wert gesetzt werden kann.